# Дискретна диференціальна геометрія
Дискретна диференціальна геометрія досліджує дискретні аналоги об'єктів диференціальної геометрії. Замість гладких кривих та поверхонь розглядаються многокутники, полігональні сітки та симпліційні комплекси. Використовується у комп'ютерній графіці та топологічній комбінаториці.